# دیدریک فوبرت
دیدریک فوبرت (انگلیسی: Diederik Foubert؛ زادهٔ ۱۲ ژوئیهٔ ۱۹۶۱) دوچرخه‌سوار اهل بلژیک است.